# Koniawa
Koniawa (lit. Kaniava) − wieś na Litwie, zamieszkana przez 39 osób, w rejonie orańskim.
Wieś królewska położona była w końcu XVIII wieku w starostwie niegrodowym koniawskim w powiecie lidzkim województwa wileńskiego. 